# I've Been This Way Before
«I've Been This Way Before» es una canción interpretada por el cantautor estadounidense Neil Diamond. Fue lanzada en enero de 1975 como el segundo sencillo de su álbum de estudio de 1974, Serenade.

## Recepción de la crítica
Un escritor no especificado de la revista Cash Box consideró «I've Been This Way Before» como una “balada melancólica”.

## Rendimiento comercial
En Estados Unidos, el sencillo debutó en el número 38 en la lista Easy Listening durante la semana que terminó el 1 de febrero de 1975, donde se desempeñó como el segundo debut más alto de la edición. Después de escalar de manera constante la lista durante siete semanas consecutivas, encabezó la lista el 15 de marzo, donde desplazó la canción de Olivia Newton-John, «Have You Never Been Mellow», del puesto más alto. «I've Been This Way Before» salió de la lista Easy Listening el 12 de abril en el número 35; en total, pasó once semanas consecutivas entre los rankings de la lista. En la lista de sencillos de todos los géneros, «I've Been This Way Before» alcanzó el puesto número 34 el 1 de marzo.
Fuera del país natal de Diamond, el sencillo tuvo un éxito comercial menor. En Canadá, debutó en el puesto número 44 de la lista RPM Pop Music Playlist durante la semana que terminó el 8 de febrero de 1975, donde se desempeñó como el cuarto debut más alto de la edición. En su séptima semana en la lista, «I've Been This Way Before» alcanzó la tercera posición. «I've Been This Way Before» salió de la lista Easy Listening el 10 de mayo en el número 45; en total, pasó trece semanas consecutivas entre los rankings de la lista. En la lista de sencillos de todos los géneros, «I've Been This Way Before» alcanzó el número 57 el 22 de marzo.

## Lista de canciones
Todas las canciones escritas y compuestas por Neil Diamond.
1. «I've Been This Way Before» – 3:08
2. «Reggae Strut» – 3:24

## Posicionamiento
| Gráfica (1975)                            | Pico de posición |
| ----------------------------------------- | ---------------- |
| Alemania (Offizielle Top 100)             | 46               |
| Australia (Kent Music Report)             | 77               |
| Canadá (RPM Top Singles)                  | 57               |
| Canadá (RPM Pop Music Playlist)           | 3                |
| Estados Unidos (Billboard Hot 100)        | 34               |
| Estados Unidos (Billboard Easy Listening) | 1                |